# Rifiano
Rifiano (em alemão: Riffian) é uma comuna italiana da região do Trentino-Alto Ádige, província de Bolzano, com cerca de 1 100 habitantes. Estende-se por uma área de 35,75 km², tendo uma densidade populacional de 30,8 hab./km². Faz fronteira com Caines, Moso in Passiria, San Leonardo in Passiria, San Martino in Passiria, Scena, Tirolo.
A língua materna mais falada é o alemão, usada por 98,92% dos habitantes.

## Demografia
| Variação demográfica do município entre 1861 e 2011                               |
|                                                                                   |
| Fonte: Istituto Nazionale di Statistica (ISTAT) - Elaboração gráfica da Wikipedia |